# Улей Хельстрома
«Улей Хельстрома» (англ. Hellstrom’s Hive) — научно-фантастический роман Фрэнка Герберта, повествующий о подземной человеческой колонии, организованной наподобие колонии насекомых. На русский язык роман также переводился под названием «Муравейник Хеллстрома». Роман был отмечен французским призом «Аполло» в 1978 году.

## Сюжет
В поле зрения секретного правительственного Агентства попадает личность Нильса Хельстрома, режиссёра фильмов о насекомых и экологического активиста. Хельстром — очень влиятельный человек, пользующийся поддержкой некоторых конгрессменов. Агентству случайно становится известно о некоем «Проекте 40» — по предположению агентства, сверхмощного оружия нового типа, разрабатываемом Хельстромом. Он владеет фермой на окраине провинциального городка в Орегоне, на которой снимает свои фильмы. Эта ферма пользуется дурной славой — иногда в её окрестностях пропадают люди, в городе о ней стараются не говорить. Несколько агентов, посланных для разведывательной операции, также пропадают недалеко от фермы. Руководство Агентства принимает решение форсировать события и посылает новую группу с заданием во что бы то ни стало проникнуть на ферму. Операция проваливается, большая часть агентов погибает, а двое попадают в плен к Хельстрому и узнают страшную правду.
Ферма — это прикрытие для подземной человеческой колонии, общество которой организовано по принципу гигантского муравейника. Среди особей существует строгое разделение по специализации. Есть руководство, которое ничем не отличается от обычных людей, занимающееся управлением Улья и связями с внешним миром; бесполые и немые рабочие, общающиеся жестами; матки/самки, приносящие в улей новые гены извне, безногие большеголовые «мыслители» и т. д.
Колония возникла несколько столетий назад и, несмотря на относительную замкнутость, в техническом плане уже обогнала человечество. Это уже другая цивилизация с другой психологией и моралью. Например, в условиях строгой ограниченности пищевых ресурсов, тела погибших или умерших членов не хоронятся, а поступают после переработки в пищу другим особям улья. Поймав женщину из внешнего мира, работники Улья недоумевают, почему она не искала самца для зачатия в период овуляции. Руководство Улья готово пожертвовать жизнями отдельных особей, преследуя интересы, направленные на выживание всего Улья в целом. Кроме того, становится известно, что некоторые политические деятели вышли из Улья, и, являясь агентами Хельстрома, продвигают его интересы в конгрессе.
Через заложников Хельстром идёт на переговоры с Агентством, руководство которого, узнав омерзительную правду о Ферме, готовы забросать её атомными боеголовками. Но Хельстром объявляет, что его «Проект 40» — это превентивная мера, средство защиты Улья от нападения. Это оружие способно управлять сейсмической активностью планеты, как результат его демонстрации, появляется новый остров в Тихом океане. Хельстром угрожает устроить землетрясение в Вашингтоне и даже разрушить Землю, если Улей не оставят в покое. Агентство попадает в патовую ситуация и решает отступить.

## Критика
Некоторые критики рассматривали Улей как метафору тоталитарного государства, в котором интересы и свобода отдельного человека приносятся в жертву интересам государства, тем самым проводя параллель между романом Герберта и такими антиутопиями как «О дивный новый мир» Олдоса Хаксли, «1984» Джорджа Оруэлла и «Мы» Евгения Замятина. Сам Фрэнк Герберт ни поддерживал ни отрицал эту точку зрения. Его в первую очередь интересовала сама модель такого общества без какой-то нравственной или моральной оценки.

## Источник вдохновения
Толчком для написания этого романа служил фильм «Хроника Хэллстрома» (англ. „The Hellstrom Chronicle“), снятый в 1971 году в США продюсером Дэвидом Уолпером (англ. David Lloyd Wolper) в жанре псевдодокументальной научной фантастики. Фильм смонтирован из отдельных клипов с элементами хоррора и научной фантастики с экстраординарной последовательностью видеокадров из жизни бабочек, саранчи, ос, термитов, муравьёв, подёнок и других насекомых.